# Iurie Bolboceanu
Iurie Bolboceanu est un homme politique moldave, né en 1959. Il est député au Parlement de Moldavie pour le Bloc électoral Moldavie démocratique (en) de 2005 à 2009.
En mars 2017, il est arrêté au motif de haute trahison pour avoir livré des informations sensibles à un espion russe. Il est condamné à 14 années de réclusion.